# وائل الحسامي
وائل فهد الحسامي هو طبيب قلب أردني وأخصائي في أمراض القلب التداخلية، وعالم ومعلم طبي في جامعة تافتس وعضو هيئة تدريس في كلية ألبرت الطبية بجامعة براون، وعضو هيئة تدريس في زمالة طب الكوارث BIDMC - كلية الطب في جامعة هارفارد. وهو أيضًا أستاذ زائر للطب في الكلية الملكية للجراحين في أيرلندا.

## الحياة المبكرة والتعليم
حصل الدكتور الحسامي على درجة البكالوريوس في الطب والجراحة من الجامعة الأردنية عام 1996. عمل بعد ذلك كطبيب في مستشفى البشير في عمان ثم أكمل إقامته في الطب الباطني في طب وايل كورنيل وأكمل زمالات في أمراض القلب والأوعية الدموية وأمراض القلب التداخلية وطب الأوعية الدموية والتدخل الطرفي داخل الأوعية الدموية في مستشفى ومركز لاهي الطبي ومركز سانت إليزابيث الطبي في بوسطن، ولاية ماساتشوستس من خلال كلية الطب بجامعة تافتس.

## الحياة المهنية
يتمتع الحسامي بخبرة تزيد عن 20 عام في المجال الطبي كطبيب ومدير ومدرس. وهو طبيب متخصص في أمراض القلب التدخلية والمدير الطبي للصحة الدولية وعضو كبير في الفريق الصحي التنفيذي لمستشفى ومركز لاهي الطبي.
يُعرف الحسامي على نطاق واسع بخبرته الواسعة في قيادة الرعاية الصحية والصحة الدولية وتطوير الأعمال.
شغل الدكتور الحسامي مناصب قيادية في الجودة الطبية والإدارة الصحية، منها خبير أول في الجودة الطبية في هيئة الصحة بدبي ومدير طبي في شبكة Prima CARE-Steward Health Care. كما تولى إدارة مختبر قسطرة القلب في مستشفى Steward HFH وعمل كمدير طبي لموارد الصحة التنفيذية التي تخدم أكثر من 2000 مستشفى في الولايات المتحدة.
أسس الدكتور الحسامي برنامج تمريض سريري متميز في مستشفى ومركز لاهي الطبي بالتعاون مع جامعات في ماساتشوستس والشرق الأوسط. كما أنه عضو مجلس إدارة فرع نيو إنجلاند للجمعية الطبية السورية الأمريكية وعضو لجنة أمراض القلب في منظمة SAMS الإغاثية، التي تقدم خدمات طبية تطوعية وبرامج إغاثة دولية.
أجرى الدكتور الحسامي أبحاثاً عديدة في أمراض القلب والأوعية الدموية، ونُشرت أعماله في مجلات طبية متنوعة، مثل مجلة أمراض القلب الغازية، ومجلة الكلية الأمريكية لأمراض القلب، وEndovascular Today، ومجلة أمراض الصدر والكلية الأمريكية للأطباء.